# Aina Nyström
Aina Valborg Lowisa Nyström, född 21 maj 1926 i Gideåbacka, Grundsunda socken, Ångermanland, död 28 april 2013 i Glumslöv i Skåne (folkbokförd i Backa i Göteborg), var en svensk textil och mosaikkonstnär.
Hon var dotter till maskinisten Fritiof Flink och Valborg Andersson och från 1952 gift med Lars Nyström. Hon var i huvudsak autodidakt som konstnär och bedrev självstudier under vistelser i Nederländerna och Köpenhamn. Tillsammans med sin man ställde hon ut i Uddevalla 1954 och har därefter medverkat i ett flertal separat- och samlingsutställningar. Hennes konst består av applikationer och mosaikarbeten efter litterära förlagor samt textilarbeten som har en anknytning till medeltida textilkonst. Makarna Nyström är begravda på Tuve kyrkogård. 